# 東京交響楽団
公益財団法人東京交響楽団（とうきょうこうきょうがくだん、英語: Tokyo Symphony Orchestra）は、日本のプロオーケストラの一つ。略称は、東響（とうきょう）。2002年から川崎市フランチャイズオーケストラとしてミューザ川崎シンフォニーホールを本拠地とし、法人本部は東京都の新宿区百人町に置く。日本オーケストラ連盟正会員。

## 東宝交響楽団の時代
1946年に設立された東宝交響楽団は、第1回公演を上田仁指揮のもと、5月14日日比谷公会堂で開催した。翌1947年から本格的な活動を開始し、9月29日に第1回定期公演を日本劇場で開催、指揮は近衛秀麿でベートーヴェンの交響曲をとりあげた。
定期演奏会と並行して「グランド・コンサート」と名付けられたシリーズも開催され、チャイコフスキーやウェーバーの他、伊福部昭、渡辺浦人らの作品もとりあげられた。1948年にはさらに「日米現代音楽祭」と題した演奏会が6月22日日比谷公会堂で開催され、上田仁の指揮で米国からロイ・ハリスの『ジョニーの凱旋』序曲とアーロン・コープランドの『サン・メヒコ』、日本から伊福部昭『ヴァイオリン協奏曲』(独奏江藤俊哉)と早坂文雄『ピアノ協奏曲第1番』(独奏梶原完)が演奏された。その後東宝交響楽団は、近衛の「日劇定期」でスタンダードな作品をとりあげ、上田の「日比谷定期」で内外の現代作品をとりあげていった。そして1951年1月までに34回の定期演奏会を開催した。

## 東京交響楽団の時代
1951年にラジオ東京（現TBS）の専属となって東京交響楽団と改称、回次を引き継いだ第35回定期演奏会が3月に開催された。その後演奏活動を重ね、1956年5月には財団法人東京交響楽団となった。
1964年にTBSとの専属契約を打ち切られる等の理由で経営が破綻し、3月26日財団法人を解散、3月31日楽員管理による自主運営のオーケストラに改組して再出発し、4月15日披露演奏会が行われた。その後、1980年に財団法人として再び認可を受けた。1988年からはすかいらーくが、澤田秀雄が理事長に就任した2012年9月以降はエイチ・アイ・エスが、メインスポンサーを務め楽団の経営基盤が安定した。
歴代の指揮者には、近衛秀麿、上田仁、アルヴィド・ヤンソンスなどがおり、特に称号は贈られなかったが136回もの演奏会を振ったエドゥアルト・シュトラウス2世も初期の貢献者である。
1964年から2004年まで秋山和慶が初代音楽監督及び常任指揮者を務め、楽団創立45周年ワールドツアー、50周年欧州楽旅に帯同した。また、シェーンベルクの「グレの歌」、歌劇「モーゼとアロン」などの大作を指揮、ラッヘンマンの歌劇「マッチ売りの少女」などの日本初演を行った。
2004年からユベール・スダーンが音楽監督を務め、シーズン毎にテーマを変えたプログラムを組み、中でも「シューベルト・チクルス」は高い評価を受けた。
2014年からはジョナサン・ノットが音楽監督を務める。
これまで19カ国64公演を行ったほか、全国各地で数々の公演を行っている。全国2か所のホール施設で、フランチャイズ・オーケストラとして定期演奏会を行っている。2002年に神奈川県の川崎市とフランチャイズ契約を結び、2004年7月に開館したミューザ川崎シンフォニーホールで、1998年に新潟市と準フランチャイズ契約を結び、同年開館の新潟市民芸術文化会館（りゅーとぴあ）で、それぞれ年数回定期公演を行っている。
『題名のない音楽会』（東京12チャンネル→テレビ朝日）は、元々TBSとの契約を打ち切られテレビ出演がなくなった同楽団に活躍の場を与えるために作られた番組であり、同楽団は現在も番組に出演を続けている。
2011年3月11日に発生した東日本大震災の被害により、本拠地のミューザ川崎シンフォニーホールは2013年3月31日までの約2年間利用できなくなった。この間、川崎市教育文化会館、昭和音楽大学テアトロ・ジーリオ・ショウワ、洗足学園音楽大学前田ホールなどで代替公演を実施した。
年に約3か月間、新国立劇場のオーケストラピットにおける演奏を担当している。
東京交響楽団専属アマチュア合唱団の東響コーラス（1987年9月11日創立）がある。
2002年より、サントリーホールとこども定期演奏会を行っている。

## 歴代首席指揮者等

### 現在
音楽監督
- ジョナサン・ノット

桂冠指揮者
- 秋山和慶
- ユベール・スダーン

正指揮者
- 原田慶太楼

名誉客演指揮者
- 大友直人

### 過去
- 近衛秀麿
- 上田仁
- アルヴィド・ヤンソンス
- ニコラ・ルイゾッティ
- クシシュトフ・ウルバンスキ

他

## 著名な団員
- グレブ・ニキティン：第1コンサートマスター
- 小林壱成：第1コンサートマスター
- 水谷晃：元コンサートマスター
- 大谷康子：元ソロ・コンサートマスター
- 福留史紘：ヴァイオリニスト
- 金澤茂：元トロンボーン奏者
- 荻野昇：元トロンボーン奏者
- 黄原亮司：元チェロ奏者
- ベアンテ・ボーマン：元首席チェリスト
- 磯恒男：元ソロ・コンサートマスター
- 徳永二男：元コンサートマスター
- 相澤政宏：元フルート奏者
- 佐川聖二：元クラリネット奏者
- 秋山気清：元打楽器奏者、2002年4月7日より『NHKのど自慢』の鐘奏者を務める。
- ボブ佐久間：元ヴァイオリニスト

## 主な演奏会

### 自主公演
- 定期演奏会
  - サントリーホール、年10回
- 川崎定期演奏会
  - ミューザ川崎シンフォニーホール、年5回
- 東京オペラシティシリーズ
  - 東京オペラシティコンサートホール、年6回
- 名曲全集
  - ミューザ川崎シンフォニーホール、年10回
- 第九と四季
  - 1976年12月27日、東京・上野にある東京文化会館で小林研一郎指揮のもとでスタートし、毎年年末の風物詩として開催されてきたが、2018年12月29日をもって終了した。ベートーヴェン作曲の第九と、ヴィヴァルディ作曲のヴァイオリン協奏曲集「四季」の一部を演奏していた。2019年からは、音楽監督ジョナサン・ノットが指揮する「第九」がこれに取って代わる年末公演として開催されている。
- ニューイヤーコンサート
  - サントリーホール、年1回

### 青少年のためのコンサート
- こども定期演奏会
  - サントリーホール、年4回

### 依頼公演
- 新潟定期演奏会
  - りゅーとぴあ新潟市民芸術文化会館コンサートホール、年6回。主催：公益財団法人 新潟市芸術文化振興財団）

## 映画音楽の演奏
- 東宝が設立した経緯もあり、『ゴジラ』シリーズや『さよならジュピター』等、東宝映画の音楽の演奏を数多く手掛けている。
- 東宝映画以外では、『砂の器』。村川透監督、松田優作主演の東映映画、『野獣死すべし』では、演奏のシーンが作中見られるが、指揮を村川透の実兄である村川千秋が執る。またエンディングの『野獣死すべしのテーマ』の演奏も担当している。